# Artur Litvinčuk
Artur Sjarheevič Litvinchuk (in bielorusso Артур Сяргеевіч Літвінчук?; Mazyr, 4 gennaio 1988) è un canoista bielorusso, vincitore della medaglia d'oro nel K4 1000m ai Giochi olimpici di Pechino 2008.

## Palmarès
- Olimpiadi

Pechino 2008: oro nel K4 1000m.
- Mondiali

2009 - Dartmouth: oro nel K4 200m e K4 1000m.
2010 - Poznań: argento nel K4 1000m.
- Campionati europei di canoa/kayak sprint

Milano 2008: bronzo nel K4 500m.
Brandeburgo 2009: oro nel K4 1000m.